# 浓江乡
浓江乡，是中华人民共和国黑龙江省佳木斯市抚远市下辖的一个乡镇级行政单位。

## 行政区划
浓江乡下辖以下地区：
创业村、双胜村、生德库村和浓江队。